# Jüdischer Friedhof (Lauenau)

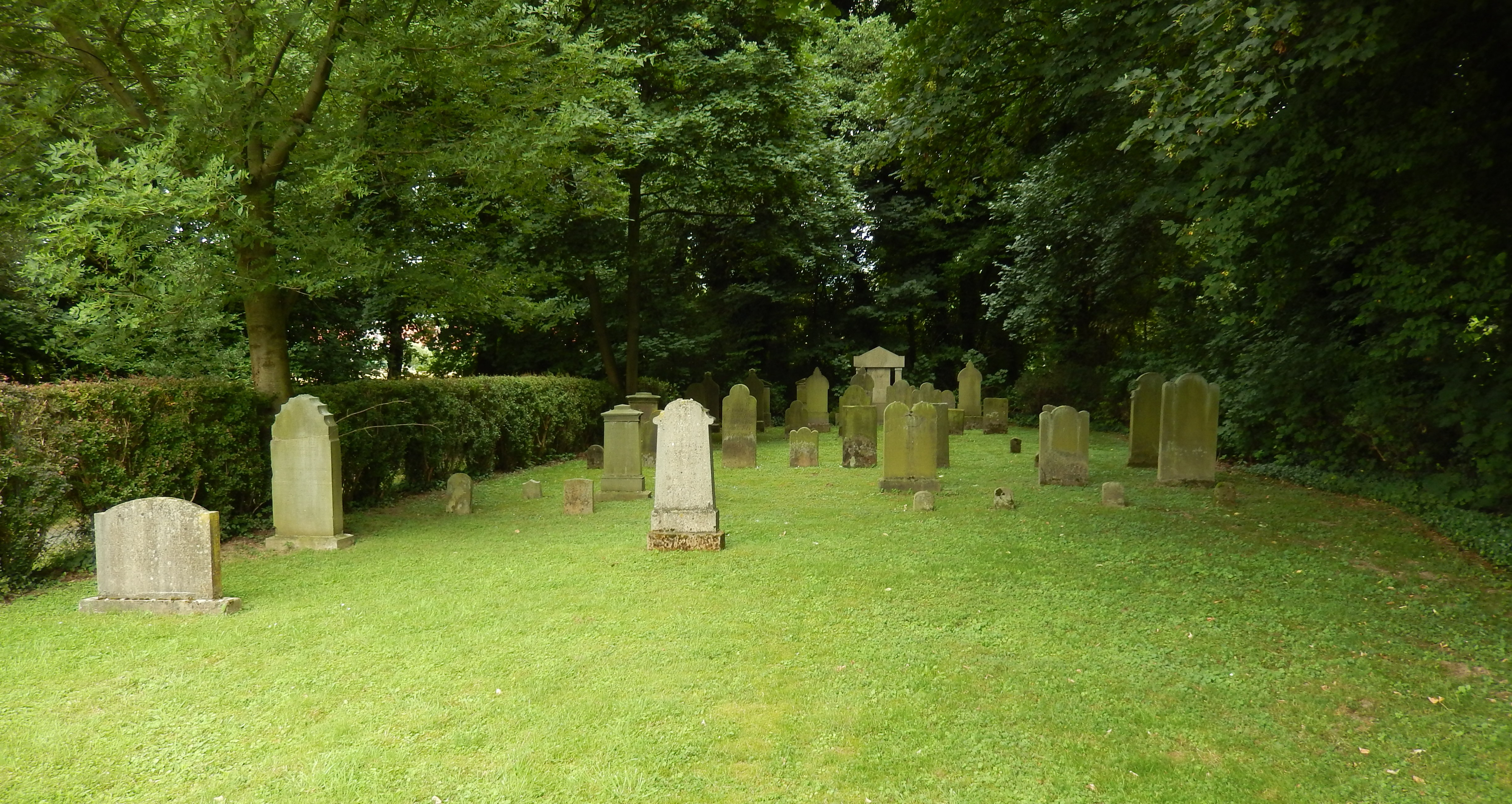
Der Jüdische Friedhof

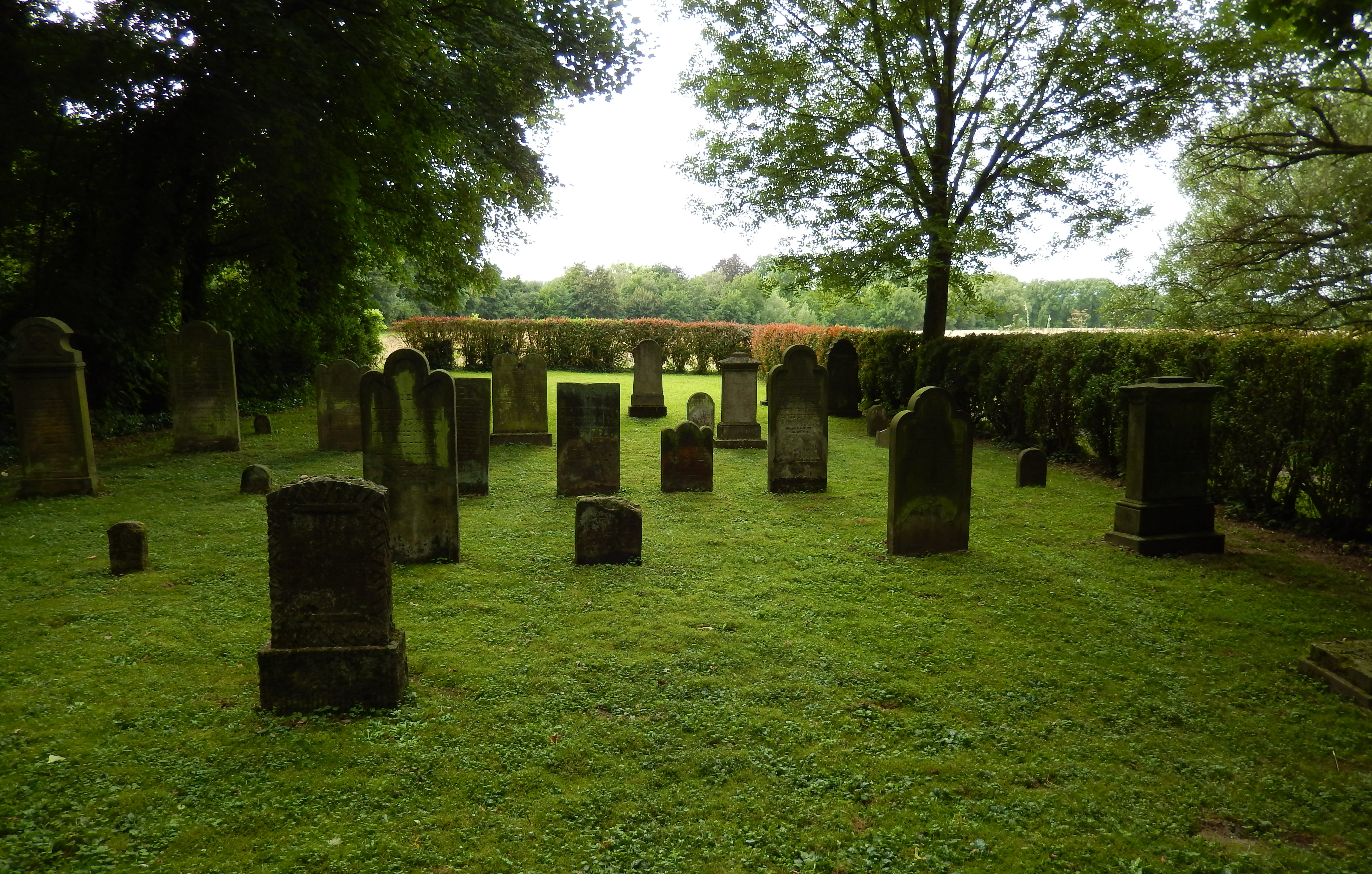
Der Friedhof, Blick nach Westen

Der Jüdische Friedhof Lauenau ist ein jüdischer Friedhof im Flecken Lauenau in der Samtgemeinde Rodenberg im niedersächsischen Landkreis Schaumburg. Auf dem 655 m² großen Friedhof an dem Fußweg Karl-Parisius-Weg (etwa 150 m nordöstlich des Schlosses) sind 43 Grabsteine vorhanden.

## Geschichte
Seit dem 18. Jahrhundert bestatteten Lauenauer Juden ihre Verstorbenen auf einem Grundstück außerhalb von Lauenau in der Kleinen Schweinemasch. 1850 konnte das Grundstück durch Zukauf von 3 auf 30 Quadratruten vergrößert werden. Es war aber weiterhin Weideland. Seit 1865 bestatteten auch die Juden aus Eimbeckhausen ihre Toten auf dem jüdischen Friedhof in Lauenau. Laut Verfügung des Regierungspräsidenten vom Oktober 1938 sollten auch die verstorbenen Juden aus Pohle und Messenkamp auf dem Lauenauer Friedhof beerdigt werden. 1938 wurde als letzte Emma Levy auf dem Friedhof bestattet. Im Juni 1947 wurde der Friedhof geschändet. In den 1950er Jahren befand er sich in einem verwüsteten Zustand. Seit 1953 war das Friedhofsgelände im Besitz der Jewish Trust Corporation, seit 1960 ist es im Besitz des Landesverbandes der Jüdischen Gemeinden von Niedersachsen. Im Juni 1954 besuchte der aus Lauenau stammende Arzt Max Arensberg, der in die USA emigrieren konnte, die Gräber seiner Eltern. Aus diesem Anlass stellte er Geld für die Anfertigung einer Pforte für den Friedhof zur Verfügung. 1957/58 wurde der Friedhof instand gesetzt. Seit 1979 wird er ehrenamtlich vom Leichtathletik-Club Lauenau gepflegt. In den Jahren 1981, 1982 und 1991 wurde er mehrmals geschändet: Grabsteine wurden umgestoßen und der 1981 erneuerte Zaun wurde beschädigt.